# Nuevo Brandeburgo
Nuevo Brandeburgo[cita requerida] (en alemán: Neubrandenburg, pronunciación: /nɔɪ̯ˈbʁandn̩ˌbʊʁk/ⓘ) es la ciudad capital del distrito Meseta de lagos de Mecklemburgo, en el estado federado de Mecklemburgo-Pomerania Occidental, al noreste de Alemania. Se encuentra a unos 110 km al norte de Berlín. Es la tercera ciudad más poblada de las cuatro que forman el Oberzentrum del estado federado.

## Geografía

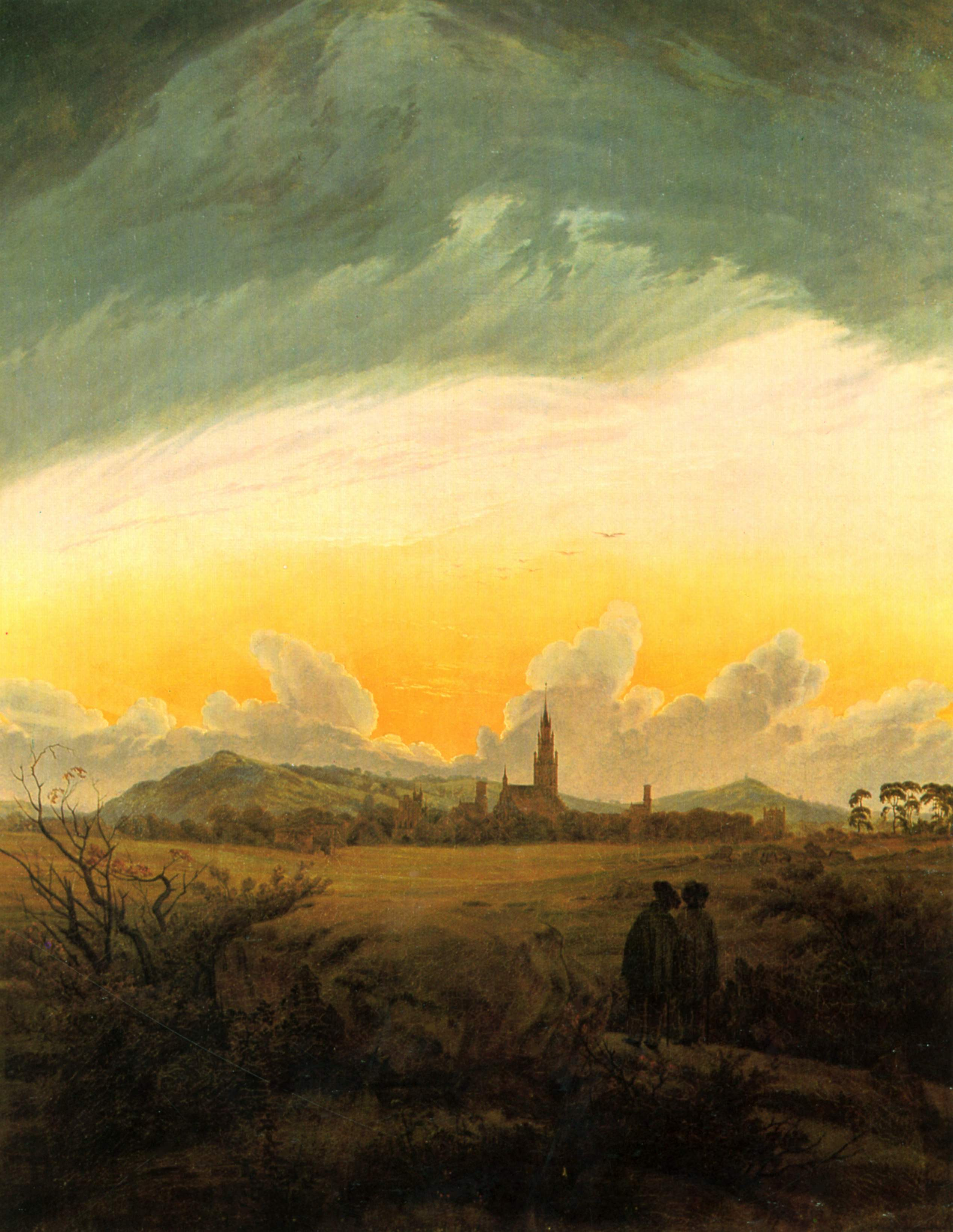
Neubrandenburg, obra de Caspar David Friedrich

La ciudad de Nuevo Brandeburgo se ubica al sudoeste de Mecklemburgo a casi 19 m de altitud NN (centro de la ciudad). Al norte de la ciudad se encuentra el lago Tollense y los valles fluviales donde comienza el transcurso de los ríos Tollense y Datze; ambos desembocan en el Linde a medio camino entre la ciudad de Berlín y la isla de Rügen.

## Barrios de la ciudad
- Innenstadt (con Jahnviertel)
- Stadtgebiet West (Rostocker Viertel con Broda y Weitin)
- Vogelviertel
- Reitbahnviertel
- Datzeviertel (con Datzeberg)
- Industrieviertel (con Ihlenfelder Vorstadt, Monckeshof)
- Stadtgebiet Ost (con Oststadt, Carlshöhe, Fritscheshof, Küssow)
- Katharinenviertel
- Stadtgebiet Süd (con Südstadt, Fünfeichen)
- Lindenbergviertel (con Lindenberg, Tannenkrug y Landwehr)

## Economía
Las instalaciones más grandes de bombas térmicas de Alemania se encuentran en Nuevo Brandeburgo.

## Deporte
Nuevo Brandeburgo es conocida como la ciudad de los deportes (Sportstadt). La ciudad es famosa por albergar a varios ganadores de medallas olímpicas y talentos en deportes, especialmente en piragüismo (Andreas Dittmer, Martin Hollstein), lanzamiento de disco y tiro (Astrid Kumbernuss, Ralf Bartels, Franka Dietzsch) y carreras (Katrin Krabbe). En Nuevo Brandeburgo se batieron dos récords mundiales en lanzamiento de disco por Jürgen Schult en 1986 y por Gabriele Reinsch en 1988. El Jahnstadion, el estadio Jahnsportforum, el Stadthalle y los parques deportivos adyacentes ofrecen amplias opciones para grandes eventos deportivos y culturales. La ciudad también alberga una escuela dedicada a la élite deportiva, el Sportgymnasium Neubrandenburg.

## Literatura
- Literatura sobre Neubrandenburg en la Landesbibliographie M-V (Alemán)